# Anita Görbicz
Anita Görbicz (Veszprém, 13 de maio de 1983) é uma handebolista húngara.
Em 2005, foi eleita a melhor jogadora do mundo pela Federação Internacional de Handebol (IHF).
Nas Olimpíadas de Pequim 2008, Görbicz marcou 49 gols e foi a vice-artilheira da competição, perdendo apenas para a romena Ramona Maier.

## Conquistas

### Por equipe
- Nemzeti Bajnokság I:
  - Campeã: 2005, 2006, 2008, 2009, 2010, 2011
  - Vice-Campeã: 2000, 2004, 2007
  - 3o Lugar: 1999, 2001, 2002, 2003
- Magyar Kupa:
  - Campeã: 2005, 2006, 2007, 2008, 2009, 2010, 2011
  - Finalista: 2000, 2002, 2004
- EHF Champions League:
  - Finalista: 2009
  - Semifinalista: 2007, 2008, 2010, 2011
- EHF Cup Winners' Cup:
  - Finalsta: 2006
  - Semifinalista: 2003
- EHF Cup:
  - Finalista: 2002, 2004, 2005
- Campeonato Mundial Junior de Seleções:
  - Medalha de Prata: 2001
- Campeonato Mundial de Seleções:
  - Medalha de Prata: 2003
  - Medalha de Bronze: 2005
- Campeonato Europeu de Seleções:
  - Medalha de Bronze: 2005

### Prêmios individuais
- Melhor jogadora do Mundo pela IHF: 2005
- Melhor Jogadora Húngara: 2005, 2006, 2007
- All-Star Playmaker nos Campeonatos Mundiais: 2003, 2005, 2007
- Prima Award: 2009